# Фурейра, Элени
Эле́ни Фуре́йра (греч. Ελένη Φουρέϊρα, алб. Entela Fureraj, род. 7 марта 1987, Фиери, Албания) — греческая поп-певица албанского происхождения. Представительница Кипра на конкурсе песни «Евровидение-2018», принесшая стране лучший результат за всю историю участия в конкурсе, заняв второе место.

## Биография
Родилась 7 марта 1987 года в городе Фиери в центральной части Албании. Её мать — швея, а отец — строитель. Элени имеет трёх братьев и сестёр: Иоанна, Маргарита и Гиоргос. Фурейра выросла в православной вере. Когда ей было четыре года, семья переехала в город Влёра, а позже иммигрировала в Грецию из-за гражданских волнений в Албании в 1997 году. По прибытии в Грецию Фурейра и её семья стали жить в Афинах.
Начала заниматься пением в возрасте 3 лет. Училась игре на гитаре. После окончания средней школы изучала дизайн одежды. Профессионально заниматься музыкой начала в 18 лет. Вскоре получила предложение от продюсеров Василиса Контопулоса и Андреаса Ятракоса стать участницей создаваемой группы «Mystique». Уже первая записанная группой песня же «Σε άλλη σελίδα» стала радиохитом. Впоследствии был выпущен студийный альбом «Μαζί». Группа сотрудничала с Никосом Вертисом, Стаматисом Гонидисом, Никосом Макропулосом и Паносом Киамосом. Однако после записи песни «Μην κάνεις πως δεν θυμάσαι» Элени Фурейра покинула группу и начала сольную карьеру.
Уже в феврале 2010 года певица приняла участие в греческом финале национального отбора на конкурс Евровидение с песней «Η κιβωτός του Νώε» Маноса Пироволакиса и Янниса Бадуракиса. Вскоре был записан дуэт с Θηρίο «Μια νύχτα μόνο», который позже вошёл в альбом «Πάρτα όλα». Кроме того, совместно с Даном Баланом записана англо-грекоязычная версия песни «Chica Bomb». Она была исполнена на вручении премии MAD Video Music Awards 2010.
В ноябре 2010 года Фурейра также приняла участие в благотворительном шоу «Just the 2 of Us» телеканала Mega Channel, где одержала победу вместе с Панайотисом Петракисом среди 12 пар. Тогда же началась работа над студийным альбомом под названием «Ελένη Φουρέιρα». За два месяца альбом получил статус платинового. Наибольшую известность получили песни «Το ‘χω» и «Άσε με», а также дуэт с Панайотисом Петракисом «Σημάδια». Певица также сотрудничала с Василисом Каррасом, Наташей Феодориду, Ангелики Илиади, Костасом Мартакисом, Христосом Холидисом, Паолой и Паносом Киамосом. Она одержала победу в номинации «Лучший новый артист» MAD Video Music Awards 2011.
В 2012 году были записаны ещё несколько хитов, включая «Reggaeton», «To party den stamata» в дуэте с Midenistis, «Stou erwta thn trela». Песня «Reggaeton» принесла певице несколько номинаций премии MAD Video Music Awards 2012 и победу в номинации «Лучший видеоклип — поп-музыка». С 21 октября выступала в Афинской Арене вместе с Сакисом Рувасом и группой Onirama.

### 2012—2013: «Τι Πονηρό Μου Ζητάς»
В феврале 2012 года она появилась во втором «MadWalk by Vodafone — The Music Music Project», исполнив знаменитый хит «Get The Party Started» в сотрудничестве с Claydee и свой собственный сингл «All I Need». В мае она появилась на «Mad Video Music Awards» с песней «Φωτιά» вместе с NEVMA, а также получила номинацию в четырёх категориях, выиграв в общей сложности две награды: «Лучший поп-клип» и «Самый сексуальный видеоклип года».
Летом она появилась в «Thalassa: People’s Stage» Йоргоса Мазонакиса. С октября он начал выступать в Афины Арена с Антонисом Ремосом и Стелиосом Роккосом. Участие Элени продлилось до 28 апреля 2013 года.
В августе 2012 года, Элени под лейблом Minos EMI выпустила свой второй сольный альбом под названием «Τι Πονηρό Μου Ζητάς». В январе 2013 года был выпущен клип на песню «Πιο έρωτας πεθαίνεις» в написании которой приняли участие Эвелина Папулиас, Никос Моуцинас, Мина Орфану, Никос Андиотитис и Кристина Павлу. С этой песней Элени была кандидатом в трех номинациях на Mad Video Music Awards.
В феврале 2013 года она выступила на греческом отборе на Евровидение «Eurosong 2013 - MAD show», исполнив трек «Wild Danсes» — победную песню Украины 2004 года с Русланой. В апреле того же года она появилась на «MadWalk от Coca Cola Light - Fashion Music Project», исполняя треки «Toxic» и «To Desert You». В июне она появилась на Mad Video Music Awards 2013, отмечая 10-ю годовщину её существования. Она спела свой новый трек «Ραντεβού στην παραλία» вместе с Conga и Глорией Эстефан. Она также исполнила песню «Δεν ταιριάζετε σου λέω» с Пантелисом Пантелидисом и Stan с новой аранжировкой. Она была кандидатом в четырёх номинациях и получила награду «Модная икона в видеоклипе».

### 2014: «Άνεμος Αγάπης»
Зимой 2013—2014 она появилась в «Fever» вместе с Василисом Каррасом и Никосом Икономопулосом. Была исполнена песня «Πες το καθαρά», выпущенная в декабре 2013 года. В феврале 2014 года она выпустила свой новый видеоклип на песню «Άνεμος αγάπης» (Первый сингл из одноимённого альбома). Песня получила огромную популярность и была номинирована в четырёх номинациях на Mad Video Music Awards 2014.
В апреле 2014 года был выпущен новый трек под названием «Βάζω την καρδιά» кроме того, с апреля по июнь она участвовал в туре Сакиса Руваса под названием «Ace of Hearts 2014» вместе с Онирама, Boys & Noise и Ксенией Гали. В июне того же года она выпустила свой новый видеоклип на песню под названием Party Sleep Repeat (PSR).
23 июня она выступила на Mad Video Music Awards и исполнила с Дж. Балвином песню «Tranquila».
Зимой 2014—2015 она появилась в «Κέντρο Αθηνών» с Никосом Вертисом.
22 декабря 2014 года вышел её третий сольный альбом под названием «Άνεμος Αγάπης». 24 марта 2015 года был выпущен видеоклип на сингл из этого альбома — «Μου' παν η αγάπη».

### 2015—2017: Panik Entertainment Group и Театр.
В апреле 2015 года Элени начала появляться в клубе «Fantasia» вместе с Пантелисом Пантелидисом и группой Melisses.
30 апреля она появилась на MadWalk и представила свой новый трек «Ladies».
16 мая было официально объявлено, что Элени уходит с лейбла Minos EMI и теперь её карьерой занимается Panik Records. (прим. Panik Entertainment Group) и через месяц была выпущена греческая версия трека «Ladies» под названием «Πιο Δυνατά»
29 июня она появилась на Mad Video Music Awards. На этой премии Элени исполнила ремейк песни Надава Гейджа, представителя Израиля на Евровидении 2015 — «Golden Boy» (рус. «Золотой мальчик») на греческом языке под названием «Στο Θεό Με Πάει». Сингл стал хитом и сумел получить 10 миллионов просмотров на YouTube за шесть месяцев и стал одним из самых популярных песен года. Элени также исполнила на премии вместе с Claydee, Faydee и BO песни «Why / Habibi». В ту ночь она была номинантом в трех категориях и выиграла в категориях «Best Dance» и «Лучший видеоклип на MAD Cyprus» за песню «Party Sleep Repeat (PSR)».
Летом Элени гастролировала по всей Греции, участвуя во многих крупных музыкальных фестивалях. С октября до середины 2016 года она играл главную роль в «Barbarella: The 80’s Musical»: мюзикл 80-х с Кэти Гарби, Иви Адаму, Иоанной Пилиху и Яннисом Хаджигеоргиу в Театре Пирея 131. В то же время она также выступала в Teatro Music Hall вместе с Паолой и Константиносом Аргиросом весь сезон.
29 февраля 2016 года на YouTube был опубликован видеоклип на песню «Δε Σου Χρωστάω Αγάπη», посвященный женщинам, подвергшимся насилию, а летом того же года она выпустила песню «Delicious» (рус."Приятно, вкусно") в сотрудничестве с албанским певцом Бутринтом Имери. Чуть позже, в июле, она появилась на Mad Video Music Awards, где она представила свой новый трек под названием «Τι Κοιτάς;» (рус."Что ты смотришь(на меня)?") В сотрудничестве с рэпером Mike. Кроме того, появилась в клубе «Fantasia» с Константиносом Аргиросом и Фани Дракопулу.
Летом 2017 года она выпустила песню, написаннуюю для неё Кети Гарби — «Το Κάτι», представив её на Mad Video Music Awards. Вскоре после этого, в сотрудничестве с AXE, они устроили конкурс, на котором у зрителей была возможность выбрать новый текст для песни под названием «Το Κάτι Που Έχεις», которая была выпущена в начале августа, а месяц спустя, 29 сентября, появился новый трек британского рэпера A.M. SNiPER под названием «Send For Me» в сотрудничестве с Элени и рэпером Afro B.
27 ноября 2017 года её новый трек и клип к нему под названием «Βασίλισσα» был загружен на YouTube.(Выпущен одноимённой альбом)

### 2018—2019: «Евровидение» и международная карьера.
25 января 2018 года представители киприотского вещателя на конкурсе песни Евровидение 2018, проходившем в Лиссабоне, Португалия, заявили Элени Фурейру как представителя Кипра на конкурсе с танцевальной песней «Fuego» (рус."Огонь"), написанной Алексом Папаконстантину. Она выступила в первом полуфинале 8 мая 2018 года, сумела выйти в финал, и, получив большое количество баллов, заняла второе место в итоговой таблице, уступив израильской певице Нетте.
Вскоре, после успеха на Евровидении она объявила, что подписала контракт с американской музыкальной компанией Sony Music и начала подготовку к международному турне «Eleni Foureira Summer Tour» с первой остановкой в Мадриде и позже в других городах и странах, таких как Лондон, Барселона, Мальта, Тирана, Ибица, Стокгольм, Румыния и Амстердам.
8 июня 2018 года она появилась на Mad Video Music Awards, где исполнила свои треки «Caramela» и «Fuego». Она также получила награду, как лучшая артистка года.
В июле Sony Music Entertainment Spain объявила, что трек «Fuego» стал золотым в Испании. 1 августа было выпущено видео «Caramela» в сотрудничестве с главными героями фильма «Aegean SOS», который является к фильму саундтреком.
В сентябре 2018 года Элени приняла участие в румынском «Golden Stag Festival», где выступила на сцене с Николь Шерзингер и стала приглашенным судьёй. В том же месяце она также был приглашенным судьёй на диско-шоу «Tu Cat Me Suena», где участник подражал ей, исполняя трек «Fuego».
В октябре было объявлено, что трек «Fuego» стала золотым в Норвегии и Швеции. 26 октября она выпустила свой новый трек под названием «Tomame» вместе с видеоклипом.
В ноябре она объявила, что готовит песню для женщин в сотрудничестве с Triumph. Также 21 ноября вышел новый и третий выпуск её рождественского трека под названием «2019 Σ'αγαπώ». 21 декабря на YouTube было выпущено видео с хореографией с клипа «Tomame» под названием «Tomame — Choreography Video».
В канун Нового 2019 года Элени появилась на испанском шоу «New Year's Eve Gala», который транслировался на канале RTVE.
В начале-середине 2020 года было выпущено два новых сингла — «Yayo», «Temperatura», (последний получил также испанскую версию) и одновременно предоставлены музыкальные видео на них. В конце 2020 года были представлен новый сингл и клип к нему «Light it up», с которым певица выступила на греческой премии «Mad Walk 2020». Затем был выпущен сингл на греческом языке «Δοκίμασέ με» и официальное лирик-видео.

## Происхождение
Много раз СМИ имели дело с происхождением Элени и эта тема стала очень популярна среди них. В январе 2011 года Элени рассказала в интервью для «Πρώτο Θέμα» «Моя мама родом из Метсово (прим. Небольшой населенный пункт в Греции), а у моего отца мексиканские корни». В декабре 2010 года писатель Йоргос Соболос в шоу Кристины Ламбири указал, что «её настоящее имя: Энтела Фурерай, а её родители — Кристак (отец) и Марджета (мать)». Сразу после шоу она поспешила опровергнуть информацию, указав, что "Фамилия и происхождение моей семьи из Мексики. Каждый имеет право говорить то, что он хочет, и это приемлемо ". Позже она рассказала в журнале Kool: "Я скрыла свое албанское происхождение потому, что в начале своей карьеры я ходила на звукозаписывающие лейблы, а до того, как я полностью ушла в Mystique, они даже не хотели слышать это. Это было табу для них ". Она также сказала, что, имеет далекое греческое происхождение, но ей было запрещено заявлять об этом.
После Евровидения Элени дала интервью, в котором снова была затронута тема её происхождения, её спросили, как она относится к негативным комментарием греческих СМИ об этом. Элени ответила, что никто не заставит её прекратить любить Грецию, а также ответила на обвинение в проживании на деньги бюджета Греции то, что она отдаёт положенный налог со своих доходов во благо страны. На данный момент Элени не скрывает своего происхождения из Албании, спокойно ездит на концерты на родину, фотографируется и записывает дуэты с албанскими исполнителями.

## Дискография
Студийные альбомы:
Ελένη Φουρέιρα (2010)
Τι Πονηρό Μου Ζητάς (2012)
Άνεμος Αγάπης (2014)
Βασίλισσα (2017)
 Fuego (2018)
Poli_Ploki (2022)

### Синглы
| Год         | Название песни                                  |
| ----------- | ----------------------------------------------- |
| 2010        | Chica Bomb (совместно с Даном Баланом)          |
| 2010        | Το 'Χω (Pom Pom)                                |
| 2010        | Άσε Με                                          |
| 2011        | Μια Νύχτα Μόνο (совместно с Θηρίο)              |
| 2011        | Παίξε Μαζί Μου (Fun) (совместно с Ciprian Rodu) |
| 2011        | Reggaeton                                       |
| 2012        | Το Party Δε Σταματά (совместно с Μηδενιστής)    |
| 2012        | All I Need                                      |
| 2012        | Στου Έρωτα Την Τρέλα                            |
| 2012        | Φωτιά (совместно с NEBMA)                       |
| 2012        | Πιο Έρωτας Πεθαίνεις                            |
| 2013        | Sweetest Love                                   |
| 2013        | Ραντεβού Στην Παραλία                           |
| 2013        | Άνεμος Αγάπης                                   |
| 2013        | Πες Το Καθαρά (совместно с Василисом Каррасом)  |
| 2014        | Βάζω Την Καρδιά                                 |
| 2014        | Party Sleep Repeat (PSR)                        |
| 2014        | Μου 'Παν Η Αγάπη                                |
| 2015        | Ladies (Stand Up)                               |
| 2015        | Πιο Δυνατά                                      |
| 2015        | Στο Θεό Με Πάει (Golden Boy)                    |
| 2016        | Δεν Σου Χρωστάω Αγάπη                           |
| 2016        | Delicious (совместно с Бутринтом Имери)         |
| 2016        | Τι Κοιτάς; (совместно с Mike)                   |
| 2016        | 2017 Σ'αγαπώ                                    |
| 2017        | Μόνο Για Σενα                                   |
| 2017        | Το Κάτι Που Έχεις                               |
| 2017        | Send For Me (совместно с A.M. Sniper & Afro B)  |
| 2017        | Βασίλισσα                                       |
| 2017        | 2018 Σ'αγαπώ                                    |
| 2018        | Fuego                                           |
| 2018        | Caramela                                        |
| 2018        | Tómame                                          |
| 2018        | 2019 Σ' αγαπώ                                   |
| 2019        | Triumph                                         |
| 2019        | Sirens (совместно со Снуп Догом & Kaan)         |
| 2019        | Gypsy Woman                                     |
| 2019        | El Ritmo Psicodelico                            |
| 2019        | Barcelona                                       |
| 2019        | Call Ya                                         |
| 2019        | Maria                                           |
| 2019        | Loquita (совместно с Claydee)                   |
| 2019        | Allo Level (совместно с Лилом Барти)            |
| 2020        | Yayo                                            |
| Temperatura |                                                 |
| Light it up |                                                 |
| Δοκίμασέ με |                                                 |

### Видеоклипы
| Год           | Название песни                                 |
| ------------- | ---------------------------------------------- |
| 2010          | Το 'Χω (Pom Pom)                               |
| 2011          | Άσε Με                                         |
| 2011          | Μια Νύχτα Μόνο (совместно с Θηρίο)             |
| 2012          | Reggaeton                                      |
| 2012          | Το Party Δε Σταματά (совместно с Μηδενιστής)   |
| 2012          | Στου Έρωτα Την Τρέλα                           |
| 2013          | Πιο Έρωτας Πεθαίνεις                           |
| 2013          | Sweetest Love                                  |
| 2014          | Άνεμος Αγάπης                                  |
| 2014          | Party Sleep Repeat (PSR)                       |
| 2015          | Μου 'Παν Η Αγάπη                               |
| 2015          | Πιο Δυνατά                                     |
| 2015          | Στο Θεό Με Πάει                                |
| 2016          | Δεν Σου Χρωστάω Αγάπη                          |
| 2016          | Delicious (совместно с Бутринтом Имери)        |
| 2016          | Τι Κοιτάς; (совместно с Mike)                  |
| 2017          | Μόνο Για Σενα                                  |
| 2017          | Το Κάτι Που Έχεις                              |
| 2017          | Send For Me (совместно с A.M. Sniper & Afro B) |
| 2017          | Βασίλισσα                                      |
| 2017          | 2018 Σ'αγαπώ                                   |
| 2018          | Fuego                                          |
| 2018          | Caramela                                       |
| 2018          | Tomame                                         |
| 2019          | «Triumph»                                      |
| 2019          | «Sirens» (совместно со Снуп Догом & Kaan)      |
| 2019          | «Loquita» (совместно с Claydee)                |
| 2019          | «Άλλο Level» (совместно с Лилом Барти)         |
| 2020          | «Yayo»                                         |
| «Temperatura» |                                                |
| «Light it up» |                                                |

## Позиции в чартах

### Синглы
| Название                                          | Год  | Наивысшие позиции в чартах | Наивысшие позиции в чартах | Наивысшие позиции в чартах | Наивысшие позиции в чартах | Наивысшие позиции в чартах | Наивысшие позиции в чартах | Наивысшие позиции в чартах | Наивысшие позиции в чартах | Наивысшие позиции в чартах | Наивысшие позиции в чартах | Сертификация                                        | Альбом                       |
| Название                                          | Год  | GRE                        | AUT                        | FRA                        | IRE                        | NLD                        | NOR                        | SPA                        | SWE                        | SWI                        | UK                         | Сертификация                                        | Альбом                       |
| ------------------------------------------------- | ---- | -------------------------- | -------------------------- | -------------------------- | -------------------------- | -------------------------- | -------------------------- | -------------------------- | -------------------------- | -------------------------- | -------------------------- | --------------------------------------------------- | ---------------------------- |
| «To 'Cho (Pom Pom)»                               | 2010 | 8                          | —                          | —                          | —                          | —                          | —                          | —                          | —                          | —                          | —                          |                                                     | Eleni Foureira               |
| «Ase Me»                                          | 2010 | —                          | —                          | —                          | —                          | —                          | —                          | —                          | —                          | —                          | —                          |                                                     | Eleni Foureira               |
| «Mia Nihta Mono» (совместно с Thirio)             | 2011 | 7                          | —                          | —                          | —                          | —                          | —                          | —                          | —                          | —                          | —                          |                                                     | Eleni Foureira               |
| «Paixe Mazi Mou (Fun)» (совместно с Ciprian Rodu) | 2011 | —                          | —                          | —                          | —                          | —                          | —                          | —                          | —                          | —                          | —                          |                                                     | Ti Poniro Mou Zitas          |
| «Reggaeton»                                       | 2011 | 6                          | —                          | —                          | —                          | —                          | —                          | 36                         | —                          | —                          | —                          |                                                     | Ti Poniro Mou Zitas          |
| «Pio Erotas Pethaineis»                           | 2012 | 6                          | —                          | —                          | —                          | —                          | —                          | —                          | —                          | —                          | —                          |                                                     | Ti Poniro Mou Zitas          |
| «Sweetest Love»                                   | 2013 | —                          | —                          | —                          | —                          | —                          | —                          | —                          | —                          | —                          | —                          |                                                     | Anemos Agapis                |
| «Rantevou Stin Paralia»                           | 2013 | —                          | —                          | —                          | —                          | —                          | —                          | —                          | —                          | —                          | —                          |                                                     | Anemos Agapis                |
| «Anemos Agapis»                                   | 2013 | —                          | —                          | —                          | —                          | —                          | —                          | —                          | —                          | —                          | —                          |                                                     | Anemos Agapis                |
| «Party Sleep Repeat (PSR)»                        | 2014 | —                          | —                          | —                          | —                          | —                          | —                          | —                          | —                          | —                          | —                          |                                                     | Anemos Agapis                |
| «Mou Pan Ι Agapi»                                 | 2014 | —                          | —                          | —                          | —                          | —                          | —                          | —                          | —                          | —                          | —                          |                                                     | Anemos Agapis                |
| «Pio Dinata / Ladies (Stand Up)»                  | 2015 | —                          | —                          | —                          | —                          | —                          | —                          | —                          | —                          | —                          | —                          |                                                     | Vasilissa                    |
| «Golden Boy»                                      | 2015 | 9                          | —                          | —                          | —                          | —                          | —                          | —                          | —                          | —                          | —                          |                                                     | Vasilissa                    |
| «Den Sou Chrostao Agapi»                          | 2016 | —                          | —                          | —                          | —                          | —                          | —                          | —                          | —                          | —                          | —                          |                                                     | Vasilissa                    |
| «Ti Koitas»(совместно с Mike)                     | 2016 | 3                          | —                          | —                          | —                          | —                          | —                          | —                          | —                          | —                          | —                          |                                                     | Vasilissa                    |
| «2017 S' Agapo»                                   | 2016 | —                          | —                          | —                          | —                          | —                          | —                          | —                          | —                          | —                          | —                          |                                                     | н/д                          |
| «Mono Gia Sena»                                   | 2017 | 11                         | —                          | —                          | —                          | —                          | —                          | —                          | —                          | —                          | —                          |                                                     | Vasilissa                    |
| «Vasilissa»                                       | 2017 | 6                          | —                          | —                          | —                          | —                          | —                          | —                          | —                          | —                          | —                          |                                                     | Vasilissa                    |
| «Fuego»                                           | 2018 | 1                          | 35                         | 70                         | 50                         | 96                         | 16                         | 1                          | 14                         | 46                         | 64                         | - GLF: Gold - IFPI NOR: Gold - PROMUSICAE: Platinum | Vasilissa (Platinum Edition) |
| «Caramela»                                        | 2018 | 1                          | —                          | —                          | —                          | —                          | —                          | —                          | —                          | —                          | —                          |                                                     | Vasilissa (Platinum Edition) |
| «Tómame»                                          | 2018 | 1                          | —                          | —                          | —                          | —                          | —                          | —                          | —                          | —                          | —                          |                                                     | н/д                          |
| «Triumph»                                         | 2019 | 9                          | —                          | —                          | —                          | —                          | —                          | —                          | —                          | —                          | —                          |                                                     | н/д                          |
| «El Ritmo Psicodelico»                            | 2019 | 5                          | —                          | —                          | —                          | —                          | —                          | —                          | —                          | —                          | —                          |                                                     | Gypsy Woman                  |
| «Loquita» (совместно с Claydee)                   | 2019 | 1                          | —                          | —                          | —                          | —                          | —                          | —                          | —                          | —                          | —                          |                                                     | н/д                          |
| «Yayo»                                            | 2020 | 3                          | —                          | —                          | —                          | —                          | —                          | —                          | —                          | —                          | —                          |                                                     | н/д                          |
| «Temperatura»                                     | 2020 | —                          | —                          | —                          | —                          | —                          | —                          | —                          | —                          | —                          | —                          |                                                     | н/д                          |
| «—» не ротируется на данной территории.           |      |                            |                            |                            |                            |                            |                            |                            |                            |                            |                            |                                                     |                              |

## Театр
| Год       | Название                     | Место               |
| --------- | ---------------------------- | ------------------- |
| 2015/2016 | Barbarella: The 80’s Musical | Θέατρο Πειραιώς 131 |

## Награды
| Год  | Премия                 | Номинация                          | Песни                                | Результат |
| ---- | ---------------------- | ---------------------------------- | ------------------------------------ | --------- |
| 2011 | Mad Video Music Awards | Sexy Video Clip                    | Το 'Χω (Pom-Pom)                     | Победа    |
| 2011 | Mad Video Music Awards | Лучший новый исполнитель           | Элени Фурейра                        | Победа    |
| 2012 | Mad Video Music Awards | Sexy Video Clip                    | Reggaeton                            | Победа    |
| 2012 | Mad Video Music Awards | Лучший поп-видеоклип               | Reggaeton                            | Победа    |
| 2013 | Mad Video Music Awards | Лучшая звезда в видеоклипе         | Элени Фурейра (Πιο Έρωτας Πεθαίνεις) | Победа    |
| 2015 | Mad Video Music Awards | Лучший танцевальный видеоклип      | Party Sleep Repeat (PSR)             | Победа    |
| 2016 | Mad Video Music Awards | Лучший видеоклип                   | Στο Θεό Με Πάει                      | Победа    |
| 2017 | Mad Video Music Awards | Лучший танцевальный видеоклип      | Τι Κοιτάς;                           | Победа    |
| 2017 | Mad Video Music Awards | Лучший видеоклип со смыслом        | Δε Σου Χρωστάω Αγάπη                 | Победа    |
| 2018 | Mad Video Music Awards | Лучшая поп-исполнительница         | Элени Фурейра                        | Победа    |
| 2018 | Marcel Bezençon Awards | Творческая премия                  | Fuego                                | Победа    |
| 2019 | Super Music Awards     | Лучшая современная исполнительница | Элени Фурейра                        | Победа    |
| 2019 | Super Music Awards     | Лучший международный видеоклип     | Fuego                                | Победа    |
| 2019 | Mad Video Music Awards | Лучшая современная исполнительница | Элени Фурейра                        | Победа    |
| 2019 | Mad Video Music Awards | Песня года                         | Fuego                                | Победа    |